# Dumbrăveni (okręg Suczawa)
Dumbrăveni – wieś w Rumunii, w okręgu Suczawa, w gminie Dumbrăveni. W 2011 roku liczyła 7002 mieszkańców.